# Roxas (Isabela)
Roxas é um município de  primeira classe de renda municipal (d) na província Isabela, nas Filipinas. De acordo com o censo de 1 de maio  de  2020 possui uma população de 65 839 pessoas e 16 094 domicílios.